# Agenzia matrimoniale A
Agenzia matrimoniale A è un film del 1978 scritto, diretto e prodotto da Claude Lelouch.

## Riconoscimenti
- Premi César 1979: migliore attore non protagonista (Jacques Villeret)